# Burton Wanderers Football Club
Il Burton Wanderers Football Club è stata una società calcistica inglese con sede a Burton upon Trent, in Inghilterra. Il club partecipò alla Football League, seconda divisione del campionato inglese, per tre stagioni a metà degli anni 1890. Nel 1901 si fusero con Burton Swifts per formare il Burton United. Il club ha giocato allo stadio Derby Turn.

## Storia
Fondato nel 1871, il club fu tra i membri fondatori della Midland League nel 1890 . Nella stagione 1893-94 vinsero il torneo nonostante alcuni punti di penalizzazione inflitti per aver schierato un giocatore non idoneo e furono promossi nella Seconda Divisione della Football League. Tuttavia, il club non riuscì a rimanere a lungo nel suddetto campionato e alla fine della stagione 1896-97, dopo essere arrivato penultimo in campionato, fu retrocesso. Durante la loro permanenza in Second Division, i Burton Wanderers hanno battuto il Newcastle United 9-0, che rimane tuttora la peggiore sconfitta in campionato del Newcastle.
Il club rientrò quindi nella Midland League e, dopo aver concluso all'ultimo posto nel 1901, si fuse con i vicini Burton Swifts (che erano ancora membri della Football League) per formare il Burton United . Il nuovo club ha preso il posto degli Swifts nella lega e ha giocato le partite casalinghe sul campo Peel Croft degli Swifts.

## Stadio
Durante la loro esistenza i Burton Wanderers giocarono le partite casalinghe al Derby Turn e il record di presenze allo stadio fu di 6.000 spettatori per una partita del secondo turno della FA Cup contro il Notts County disputata il 10 febbraio 1894.

## Palmares
- Lega Midland
  - Campioni 1893–94
  - Secondo classificato 1892–93

## Record e statistiche
- Coppa d'Inghilterra
  - Miglior risultato: secondo turno, 1893–94